# Onychocampodea
Onychocampodea és un gènere de diplurs de la família Campodeidae.